# Oxythyrea tripolitana
Oxythyrea tripolitana – gatunek chrząszcza z rodziny poświętnikowatych i podrodziny kruszczycowatych. Zamieszkuje Afrykę Północną.

## Taksonomia
Gatunek ten opisany został po raz pierwszy w 1891 roku przez Edmunda Reittera pod nazwą Leucocelis tripolitana.

## Morfologia
Chrząszcz o owalnym w zarysie ciele, ubarwionym czarno z białym nakrapianiem. Na przedpleczu typowo występują na środku dwa podłużne szeregi białych plamek liczące po trzy sztuki. Odnóża tylnej pary mają golenie o zewnętrznej krawędzi wyciągniętej w dwa ząbki. Odwłok ma pośrodku pierwszego z widocznych sternitów dużą, białą plamę trójkątnego kształtu, natomiast na środku pozostałych sternitów białe plamki nie występują.
Pędrak trzeciego stadium osiąga od 20 do 24 mm długości ciała. Lekko wydłużona, grzbietowo wypukła głowa ma barwę brązową i delikatną mikrorzeźbę. Nadgębie ma tęgie, stożkowate szczecinki na zygum, od sześciu do ośmiu szablastych szczecinek na akantopariach, a chetoparia mają od 68 do 73 szczecinek po stronie prawej i od 32 do 47 po stronie lewej. Pole strydulacyjne żuwaczki zawiera od 13 do 17 poprzecznych listewek, w wierzchołkowej ⅓ nieco węższych niż w części pozostałej. Języczek ma na części bliższej szereg siedmiu i ośmiu tęgich szczecinek lancetowatych, czasem uzupełniony przez wyrostki zmysłowe dzwonkowate. Odnóża mają krótkie do długich i cienkich szczecinki włosowate oraz tęgie szczecinki kolcowate. Odwłok ma wierzch ostatniego segmentu gęsto porośnięty krótkimi i średnio długimi szczecinkami, brak tam wieńca szczecinek dłuższych lub łysego placu. Raster ma od 18 do 33 pali rozmieszczonych w głównym szeregu, czasem z kilkoma pali rozrzuconymi poza nim, oraz eliptyczną, ponad trzykrotnie dłuższą niż szeroką septulę.

## Ekologia i występowanie
Owad psammofilny, zamieszkujący wyłącznie piaszczyste wydmy nadmorskie. Szczyt pojawu osobników dorosłych przypada na wczesną wiosnę. Żerują na rozmaitych kwiatach, najchętniej na rukwielach. Podziemne larwy bytują w piaszczystym podłożu, żerując przypuszczalnie na korzeniach roślin, ściółce i zagrzebanym martwym drewnie.
Gatunek palearktyczny, północnoafrykański, notowany z Tunezji i Libii.